# ماركوس ماكلاين
ماركوس ماكلاين (بالإنجليزية: Charly McClain)‏ هي موسيقية ومغنية وكاتبة غنائية أمريكية، ولدت في 26 مارس 1956 في ممفيس في الولايات المتحدة.

## وصلات خارجية
- ماركوس ماكلاين على موقع IMDb (الإنجليزية)
- ماركوس ماكلاين على موقع ميوزك برينز (الإنجليزية)
- ماركوس ماكلاين على موقع أول ميوزيك (الإنجليزية)
- ماركوس ماكلاين على موقع ديسكوغز (الإنجليزية)
- ماركوس ماكلاين على موقع قاعدة بيانات الفيلم (الإنجليزية)